# Шайр-Холл (Монмут)
Шайр-Холл (англ. Shire Hall) — здание в городе Монмуте, Уэльс, которому присвоен статус I уровня культурного наследия Великобритании, входящее в Тропу культурного наследия Монмута. Было возведено в 1724 году и стало как минимум четвёртым зданием на этом месте. Архитектор — Филип Фишер (Philip Fisher, умер в 1776 году).
На здании расположено скульптурное изображение короля Генриха V, обычно описываемое как «нелепое», «плачевное» и «жалкое, как ипохондрик, проверяющий свой градусник». Скульптура была установлена в 1792 году Чарльзом Пертом, профессиональным скульптором из соседнего города. На постаменте написано: «HENRY V, BORN AT MONMOUTH, AUG 9TH 1387» (с англ. — «Генрих V, родился в Монмуте 9 августа 1387 года»); предположительно, это неверная дата рождения.

В 2008 году здание и его окрестности были использованы в рождественском выпуске сериала «Доктор Кто».

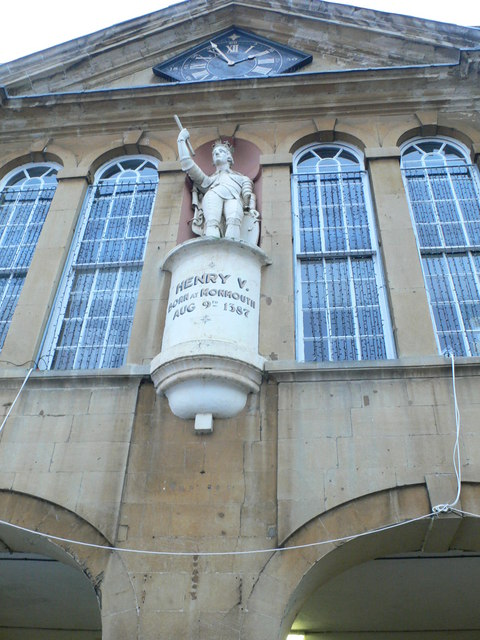
Скульптура короля на здании